# Golfimbul
Golfimbul is een personage in de fictieve wereld Midden-aarde van J.R.R. Tolkien.
Golfimbul was de leider van de Orks in de Hithaeglir of Nevelbergen en woonde op de Gramberg. Vanaf het jaar 2740 van de Derde Era vielen Orks uit de bergen in groten getale Eriador binnen.
Alhoewel de elfen van Rivendel en de Dolers onder leiding van Arassuil hen lange tijd kon weerstaan, wist een troep onder leiding van Golfimbul in het jaar 2747 toch tot ver in het westen door te dringen, tot het Noorderkwartier van de Gouw, het van de Hobbits.
De Orks werden echter door de Hobbits verslagen in de Slag van Groeneveld. Bandobras Toek, bijgenaamd Bullebas Toek, viel Golfimbul tijdens het gevecht aan en wist met een slag van zijn knuppel het hoofd van de Ork af te meppen. De legende wil dat dit hoofd vele meters door de lucht suisde en in een konijnenhol terechtkwam. Op deze manier werd de slag gewonnen en werd ook het spel golf uitgevonden.